# Helm (gras)
Helm of helmgras (Ammophila arenaria), ook wel duingras genoemd, is een vaste plant, die tot de grassenfamilie (Poaceae) behoort. Het is een pioniersplant die belangrijk is bij de vorming van duinen. De plant produceert lange wortelstokken en waar deze wortelstokken met licht in aanraking komen ontstaat een nieuwe spruit.
Om het zand vast te leggen als zeewering wordt aan de kust van Nederland en België, en bijvoorbeeld ook in Australië, langs de kust helm aangeplant. De meterslange wortels van de plant zoeken in de diepte de zoetwaterlens die zich enkele meters onder de duintop, maar boven het zoute water in de zandbodem bevindt. De plant beschermt zich tegen zout water door een symbiotische relatie met een speciale schimmel op zijn wortels, die de water- en zouttoevoer naar de plant regelt. De plant is een xerofyt. Wanneer de omgeving droog is, rolt het blad zich op waardoor het oppervlak waarover verdamping plaatsvindt, kleiner is. Het is overigens niet het eerste gras dat zich op het strand kan vestigen, dat is biestarwegras. Helm volgt na biestarwegras als jonge duintjes zo hoog geworden zijn dat zich uit invallend regenwater een zoetwaterlens in het duin vormt.
De aren van helm werden rond de achttiende eeuw gebruikt om meel te maken.

## Botanische beschrijving
De plant wordt 0,5-1,2 m hoog en vormt lange wortelstokken. De meestal ingerolde bladeren hebben sterk uitspringende, dicht behaarde ribben. Alle haartjes zijn even lang. De bladscheden overlappen en het tongetje is tot 3 cm lang. De Bladeren bezitten de eigenaardige eigenschap bij droogte te krimpen en zich rolrond op te rollen. Met de vingernagel kan men ze gemakkelijk openen. Men bemerkt dan aan de binnenzijde van de cilinder evenwijdig geplaatste, kleine witachtige en ruige ribben, uit rechte, bijna stekelige haren bestaand. Deze ribben en haren beschermen het blad tegen overdreven uitdroging en het vaneenscheuren door het verstuivende zand.

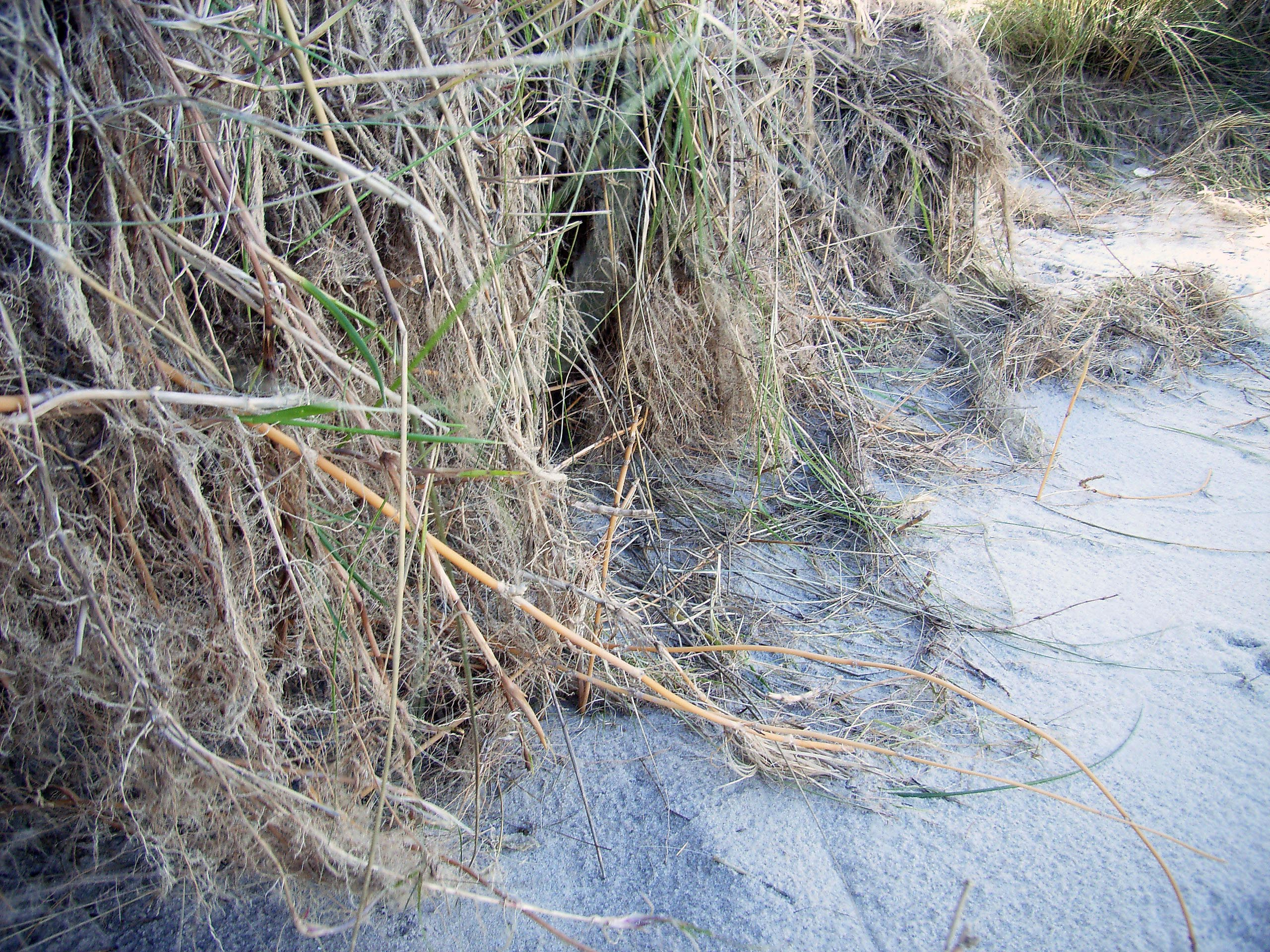
Beworteling

Helm bloeit in juni en juli met 7-22 cm lange aarpluimen, die naar de top toe versmallen. De aartjes zijn 1-1,6 cm lang. Het onderste kroonkafje (lemma) is aan de voet omgeven met haren. Vlak onder de top van het lemma zit een 0,2-0,8 mm lang uitsteeksel. De vrucht is een graanvrucht.
|  |  |

## Ziekten en plagen
De helm in binnenduinen heeft vaak te lijden van schimmels en aaltjes, behalve op zure bodems. Uit onderzoek is gebleken dat daar een bacterie (Collimonas fungivorans) voorkomt die de helm mogelijk beschermt tegen dergelijke ziekten. Deze bacterie is in staat om nog niet uitgeharde schimmeldraden te verteren. De wortels worden soms aangevreten door de rupsen van de helmgrasuil (Mythimna litoralis), een vlindersoort. De duinstinkzwam groeit tussen de helm in de buitenduinen.